# Pádraig Flynn
Pádraig Flynn, född 9 maj 1939 i Castlebar i County Mayo, är en irländsk politiker, före detta minister och EU-kommissionär.
Flynn var Teachta Dála (ledamot) i underhuset Dáil Éireann 1977-1993 för det liberal-konservativa partiet Fianna Fáil. Han var handelsminister 1982, miljöminister 1987-1991, justitie- och näringsminister 1992-1993. År 1993 utnämndes han till kommissionär i Jacques Delors tredje kommission (1993-1994) och ansvarade för sysselsättning och socialpolitik samt förbindelser med Ekonomiska och sociala kommittén. I den efterföljande Santer-kommissionen (1995-1999) behöll han sin portfölj, men tvingades avgå med resten av kommissionen sedan oegentligheter uppdagats. Förre svenska finansministern Allan Larsson var nära rådgivare och högsta tjänsteman på det generaldirektorat som ansvarade för Flynns frågor i Europeiska kommissionen.

## Fotnoter
1. 1 2 3 4 5 6 7  läs online, www.oireachtas.ie  .[källa från Wikidata]